# Korjeve, Bobrîneț
Korjeve (în ucraineană Коржеве) este un sat în comuna Cervona Dolîna din raionul Bobrîneț, regiunea Kirovohrad, Ucraina.

## Demografie
Componența lingvistică a localității Korjeve
     Ucraineană (97,81%)
     Rusă (1,82%)
     Alte limbi (0,36%)
Conform recensământului din 2001, majoritatea populației localității Korjeve era vorbitoare de ucraineană (97,81%), existând în minoritate și vorbitori de rusă (1,82%).